# Antonio Masip Hidalgo
Antonio Alejandro Masip Hidalgo (1946) es un político español que milita en la Federación Socialista Asturiana. Hijo de Valentín Masip Acevedo, alcalde de Oviedo durante el franquismo, y de Carmen Hidalgo.

## Biografía
Nació en Oviedo en 1946, estudió Derecho y tres años de Ciencias Económicas en la Universidad de Deusto. Está casado con Eloína Fernández y tiene dos hijos, Aída y Marco.
Ejerció la abogacía desde 1972. Acomodado en el franquismo, militó en diversas asociaciones, empezando en el FELIPE, formó parte, como número 2, de la candidatura de Unidad Regionalista al Congreso de los Diputados en las elecciones de 1977, las primeras libres tras la muerte de Franco.
En 1982 fue nombrado Consejero de Educación, Cultura y Deportes en el primer Gobierno del Principado de Asturias. En 1983 fue elegido alcalde de Oviedo, el primero socialista desde la II República. Fue reelegido en las siguientes elecciones de 1987. En el periodo entre 1983 y 1987 compaginó el cargo de alcalde con el de diputado en la Junta General del Principado de Asturias.
En 1983 fue nombrado presidente del Instituto de Estudios Asturianos (IDEA).
Entre 1997 y 2003 fue secretario general de la Agrupación Municipal Socialista de Oviedo (AMSO-PSOE) y miembro del Comité Federal del PSOE (2000-2004).
En 2004 fue elegido diputado en el Parlamento Europeo por el PSOE, siendo reelegido en 2009.

## Obra
- Oviedo al fondo
- Desde mi ventana...
- Desde Oviedo a Salinas por el Eo
- Apunte para un estudio de la Guerra Civil en Asturias (dirigido por Manuel Tuñón de Lara)
- La sirenita y otros coletazos
- Indalecio Prieto y Oviedo
- La última reunión del consejo soberano de Asturias y León
- La autodeterminación del Sahara Occidental
- Alegaciones al Estatuto de Autonomía de Asturias
- Asturias en las ediciones de Voyage au bout de la nuit de Céline
- El pintor Luis Fernández, entre otros